# Paratrichius duplicatus
Paratrichius duplicatus är en skalbaggsart som beskrevs av Lewis 1895. Paratrichius duplicatus ingår i släktet Paratrichius och familjen Cetoniidae. Utöver nominatformen finns också underarten P. d. okinawanus.